# Kim Ha-yun
Kim Ha-yun (née le 7 janvier 2000) est une judoka sud-coréenne qui évolue dans la catégorie des +78 kg,.
Kim fréquente l' Université nationale coréenne des sports à Séoul. Elle est la médaillée de bronze du Judo World Masters 2019 à Qingdao et du Judo Grand Slam Tashkent 2021.
Kim a remporté l'une des médailles de bronze de son épreuve au Judo Grand Slam Paris 2022 qui s'est tenu à Paris, en France.
Aux Jeux olympiques de 2024, elle remporte deux médailles de bronze. L'une dans sa catégorie (+78kg) et une seconde en judo par équipe.